# Conselho Nacional de População

O Conselho Nacional de População, CONAPO (em espanhol: Consejo Nacional de Población) é um órgão do governo mexicano, que visa a concepção, exploração e avaliação das iniciativas governamentais destinadas a regular o crescimento demográfico, movimentos populacionais e da distribuição territorial dos habitantes do México. O objetivo desta missão é promover a igualdade de condições para os mexicanos planejamento e dinâmica populacional no país.